# Baron Arundell of Trerice
Baron Arundell of Trerice, in the County of Cornwall, war ein erblicher Adelstitel in der Peerage of England.
Der Titel ist nach dem Stammsitz der Familie in Trerice in Cornwall benannt.

## Verleihung
Der Titel wurde am 23. März 1664 von König Karl II. durch Letters Patent für den Unterhausabgeordneten und königstreuen Militär Richard Arundell geschaffen.
Der Titel erlosch, als sein Urenkel, der 4. Baron, am 13. August 1768 kinderlos starb.

## Liste der Barone Arundell of Trerice (1664)
- Richard Arundell, 1. Baron Arundell of Trerice (1616–1687)
- John Arundell, 2. Baron Arundell of Trerice (1649–1698)
- John Arundell, 3. Baron Arundell of Trerice (1678–1706)
- John Arundell, 4. Baron Arundell of Trerice (1701–1768)